# The Blue Effect
«The Blue Effect» — чешская музыкальная группа. Совместно с джазовым коллективом Jazz Q группа в 1970 записала и выпустила альбом «Coniunctio». The Blue Effect и Jazz Q  в тот момент были признанными лидерами рок-музыки и фри-джаза в Чехословакии, соответственно. В начале 70-х это был смелый эксперимент в области слияния рока и джаза. Таким образом, два ведущих чешских коллектива стали пионерами нарождающегося стиля джаз-рок не только в Восточной Европе, но и в мире.

## История
Создана в 1968 году 22-летним гитаристом и композитором  Радимом Гладиком, который покинул пражскую ритм-энд-блюзовую группу The Matadors, проработав с ней около трёх лет. Коллектив The Blue Effect уникален тем, что он не только начал искать новые музыкальные формы, экспериментировать с различными направлениями популярной музыки (биг-бит, блюз, джаз, хард-, прогрессив-рок), менять свою стилистическую принадлежность от альбома к альбому, дал мощный импульс развития рока в Чехословакии, но и тем, что её лидеру Радиму Гладику суждено было стать ведущим гитаристом страны и, пожалуй, самым влиятельным во всей Восточной Европе.
Первоначально коллектив решили назвать The Special Blue Effect, но перед первым же выходом на сцену клуба «Music F» имя сократили до The Blue Effect, которое не имело ничего общего с ритм-энд-блюзом, а являлось своеобразной ссылкой на «голубую книгу» — документ, дававший его обладателю освобождение от обязательной двухгодичной службы в чехословацкой армии.
Первоначально основой музыкальных композиций The Blue Effect стал ритм-энд-блюз, блюз, хард-рок. Звучание новой группы отличалось жёсткостью и динамичностью.
Успех к группе пришёл во время их выступления на втором Чехословацком бит-фестивале, который состоялся 22—23 ноября 1968 года в пражском зале «Люцерна». Радим Гладик был признан лучшим музыкантом фестиваля (чуть позже он был назван лучшим гитаристом Чехословакии 1968 года), Владимир Мишик — вторым вокалистом фестиваля, его инструментальная пьеса «Sluneční hrob» («Солнечная могила») была названа лучшей композицией фестиваля, а сама группа — лучшей новой группой.
В феврале 1969 года The Blue Effect записал первые шесть композиций, составившие основу сингла «Sluneční hrob» и миньона «Blue Taxi», которые вышли на фирме Supraphon в 1970 году. С апреля по август группа записала свой первый альбом «Meditace». Но во время записи возникли проблемы: чиновники от искусства сочли тексты Владимира Мишика, написанные в соавторстве с Ярославом Хуткой (чеш. Jaroslav Hutka) «идеологически невыдержанными». Пришлось заменить некоторые оригинальные тексты. С группой начал сотрудничать известный чехословацкий поэт-песенник Зденек Рытирж (чеш. Zdeněk Rytíř). Альбом «Meditace» вышел в 1970 году, а через год — его англоязычная экспортная версия «Kingdom Of Life». Этот альбом был хорошо известен советским слушателям. Английский текст был написан Карелом Козелом (отцом Иржи) и Иржи Сметаной, с которым впоследствии группа долго сотрудничала.

## Состав

### Первоначальный состав
- Радим Гладик — гитарист и композитор
- Милош Свобода (чеш. Miloš Svoboda) — второй гитарист
- Иржи Козел (чеш. Jiří Kozel) — бас-гитарист; пришёл из группы New Force
- Владо Чех (чеш. Vlado Čech) — барабанщик; также пришёл из группы New Force
- Владимир Мишик (чеш. Vladimír Mišík) — вокал, с ним Радим Гладик был знаком по совместной работе в The Matadors.

### Изменения состава
- 1969 — Милош Свобода покинул группу.
- 1970 — Владимир Мишик покинул группу. Лешек Семелка (чеш. Lešek Semelka) — клавишные, вокал, композитор — присоединился к группе.
- 1974 — Иржи Козел покинул группу. Его заменил Йозеф Кустка (чеш. Josef Kůstka) — электроскрипка
- 1977 — Йозеф Кустка покинул группу; его заменил словак Федор Фрешо (чеш. Fedor Frešo), бас-гитарист, участник арт-роковой группы Collegium Musicum. Лешек Семелка временно покинул группу для сольного проекта Bohemia; его заменил Олдржих Веселы (чеш. Oldřich Veselý) — экс-лидер, клавишник и вокалист группы Synkopy 61
- 1979 — Федор Фрешо покинул группу. Лешек Семелка вернулся в группу.
- 1981 — Олдржих Веселы покинул группу.

## Сотрудничество
- Ярослав Хутка (чеш. Jaroslav Hutka)
- Зденек Рытирж (чеш. Zdeněk Rytíř)

## Дискография
- 1970 — Meditace (Supraphon)
- 1970 — Coniunctio (Supraphon, совместная запись с Jazz Q)
- 1971 — Kingdom Of Life (Supraphon, на английском языке, экспортная версия альбома Meditace)
- 1971 — Nová syntéza (совместно с джаз-оркестром Чехословацкого радио под управлением дирижёра и композитора Камила Галы, написавшего два трека для альбома)
- 1974 — Nová syntéza 2
- 1974 — Modrý Efekt а Radim Hladík
- 1975 — A Benefit Of Radim Hladík (экспортный релиз Modrý Efekt а Radim Hladík, был хорошо известен в СССР)
- 1977 — Svitanie (Opus)
- 1979 — Svět hledačů
- 1981 — 33
- 2000 — Modrý efekt & Radim Hladík (сборник, Sony Music/Bonton)
- 2004 — Beatová síň slávy (сборник 2CD, Supraphon).